# 위신후이
위신후이(중국어: 于鑫慧, 1996년 2월 27일 ~ )는 중국의 간호사다.  영웅 간호사라는 호칭을 받았으나 간호사가 아닌 일반인이었으며, 간호사 자격이 없는데 간호사로 일했던 것이 밝혀져 파문이 일었다.

### 과거
논란의 주인공 위신후이는 코로나가 급격히 퍼지던 시기에 가장 처음으로 우한에 가겠다고 자원했다. 그녀는 봉쇄상태였던 진원지에 자발적으로 들어가 56일간 간호 봉사를 했다. 그 이후로 '가장 아름다운 간호사', '방역의 선봉장'으로 불리며 온갖 찬사를 받았다.
하지만 그녀는 간호사가 아니었다. 외신은 그녀가 간호사 자격증 없이 일했으며 자원봉사자 신분이었다고 보도했다.

#### 보도
당시 그녀는 언론과의 인터뷰에서 "모두 안아주고 싶지만, 저한테 묻은 바이러스가 옮겨갈까 무서워요"라거나 "부모님이 허락하지 않을 것 같아 말도 하지 않고 왔어요. 그들의 고통은 제 고통이에요"라고 말했다. 쏟아지는 언론의 미담에 중국인들은 '가장 아름다운 간호사' 등의 찬사를 그녀에게 붙여줬다.

### 의료 봉사후
자원봉사를 마치고 고향으로 돌아간 그는 '2020 장쑤성 가장 아름다운 청년' 등의 표창과 함께 중국 공산당 정식 당원으로 인정받았다.

### 결혼소식
위신후이는 고향 장쑤성으로 돌아와 그녀는 "이제 군인의 아내가 되고싶다"고 공개 구혼을 하였다.
연애6개월 만에 약혼 소식을 알렸다.

## 관련 유튜브
https://www.youtube.com/watch?v=H3-fMEamdX8

## 가족관계
- 남편 (왕린)
- 아들

## 별명
1. 위대한 간호사
2. 영웅 간호사
3. 우한의 나이팅게일
4. 가장 아름다운 역행자